# Wiktor Grigorjewitsch Kirillow-Ugrjumow

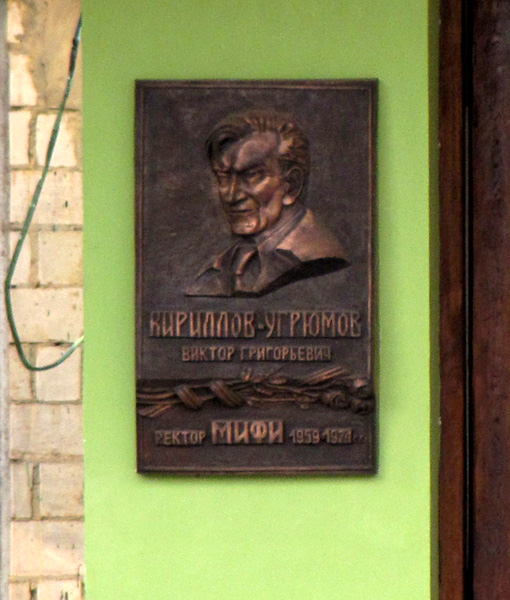
Wiktor Grigorjewitsch Kirillow-Ugrjumow (Gedenktafel am Haupteingang des MIFI)

Wiktor Grigorjewitsch Kirillow-Ugrjumow (russisch Виктор Григорьевич Кириллов-Угрюмов; * 18. März 1924 in Moskau; † 6. November 2007 ebenda) war ein russischer Kernphysiker und Hochschullehrer.

## Leben
Kirillow-Ugrjumow besuchte ab 1931 die Moskauer Mittelschule Nr. 348. Danach begann er das Studium an der Moskauer Militärspezialfachschule. Am 1. Mai 1941 nahm er an der Parade auf dem Roten Platz teil. Zu Beginn des Deutsch-Sowjetischen Krieges meldete er sich am 22. Juni 1941 zur Front und wurde in die Dserschinski-Marine-Ingenieurshochschule aufgenommen. Am 12. Dezember 1941 wurde er im Kampf bei Klin schwer verwundet. Nach drei Monaten Lazarettaufenthalt wurde er im Juni 1942 als Invalide aus der Armee entlassen.
1943 trat Kirillow-Ugrjumow zum Studium in das Moskauer Mechanik-Institut für Munition ein, das später das Moskauer Ingenieur-Physikalische Institut (MIFI) und schließlich die Nationale Forschungsuniversität für Kerntechnik „MIFI“ wurde. 1949 schloss er das Studium mit Auszeichnung ab und begann die Aspirantur. Er untersuchte die kosmische Strahlung und arbeitete gleichzeitig im Institut für Physik der Akademie der Wissenschaften der UdSSR (AN-SSSR) bei Artem Alichanjan. 1953 verteidigte er erfolgreich seine Kandidat-Dissertation und wurde Dekan der Fakultät für Experimental- und Theoretische Physik des MIFI. 1957 wurde er stellvertretender Leiter des Lehrstuhls für experimentelle Kernphysik und 1959 Direktor des MIFI. 1962 verteidigte er erfolgreich seine Doktor-Dissertation und wurde 1963 Professor des Lehrstuhls für Experimentalphysik. Sein Arbeitsschwerpunkt war die Mesonenforschung.
1970–1974 saß Kirillow-Ugrjumow dem Rektorenrat der Moskauer Hochschulen vor. Anschließend leitete er die Höhere Attestierungskommission (VAK) für die Verleihung der höheren akademischen Grade in der Sowjetunion. 1987 ging er wegen seines Gesundheitszustandes in Pension, arbeitete aber weiter wissenschaftlich im MIFI als beratender Professor und leitete den Veteranenrat des MIFI.
Kirillow-Ugrjumow starb nach langer Krankheit.

## Ehrungen
- Verdienter Wissenschaftler der UdSSR (1973)
- Kapiza-Medaille der Russischen Akademie der Wissenschaften (1992)